# Christian Jensen (fodboldspiller)
 For alternative betydninger, se Christian Jensen. (Se også artikler, som begynder med Christian Jensen)
Christian Jensen (født 29. august 1978) er en dansk fodboldspiller. Han har været tilknyttet klubberne Kalundborg GB, Brøndby IF, PSV Eindhoven (HOL), Werder Bremen (GER), Holbæk BI, Svebølle BI.
Christian Jensen har repræsenteret det danske u-landshold i alt 14 gange og scoret 4 mål, fordelt på 6 U16 kampe, 7 U17 kampe, samt 1 kamp for det danske U19 landshold i 1996, modstanderen var Italien, og han scorede til 2-0, som i øvrigt blev kampens resultat.